# Marimatha aurifera
Marimatha aurifera là một loài bướm đêm trong họ Noctuidae.